# GCl 38
GCl 38是位於武仙座的一個球狀星團。它被Sidney van den Bergh和Halton Arp從1958年帕洛瑪巡天的攝影乾片中發現。這是位於銀河系銀暈外圍的集團，它比典型的球狀星團年輕30-40億歲
。
星團的金屬量是[Fe/H] = −1.50，相較於太陽的氦，顯示重元素的豐度很低。星團中主序星的恆星總和的質量大約是1340 ± 50 太陽質量，在半光度半徑（這是星團內發出總光度一半的半徑）觀測到的總質量約是6020 ± 50 太陽質量。這些質量的估計值是這個星團總質量的下限。在星團內的徑向速度中間值是72.19 ± 0.18 km/s。
由於星團的位置在銀河系的邊緣上，它被作為測試修正牛頓動力學（MOND）的一個案例。這是用來解釋星系自轉問題的另一種假設。